# 에레히코 신사
에레히코 신사(鉛練比古神社, えれひこじんじゃ)는 일본의 시가현 나가하마시에 있는 신사이다.